# Trattato politico
Il Trattato politico (nell'originale latino, Tractatus politicus) è un'opera incompiuta del filosofo Baruch Spinoza, la cui composizione iniziò nel 1676 e fu interrotta nel 1677 dalla morte dell'autore. L'opera fu pubblicata per la prima volta alla fine dello stesso anno 1677, pochi mesi dopo la morte dell'autore, in una duplice edizione curata dai suoi amici: in latino nella raccolta intitolata Opera posthuma, in olandese nei Nagelate Schriften.
Si tratta dell'ultimo testo di Spinoza, che cominciò a scriverlo dopo aver terminato, nel 1675, la redazione definitiva dell'Ethica more geometrico demonstrata. Benché si collochi in continuità con quest'opera e con il Trattato teologico-politico, che era stato pubblicato, anonimo, nel 1670, il Trattato politico risente del mutato clima politico delle Province Unite, dove nel 1672 era asceso al potere – non senza violenze nei confronti dei rappresentanti della fazione repubblicana – il partito dei monarchici; dunque Spinoza, dopo aver sviluppato alcune considerazioni generali sullo statuto e i principi della filosofia politica e aver proposto una fondazione dello Stato civile in contrapposizione allo Stato di natura, svolge uno studio delle forme di governo possibili – nell'ordine, monarchia, aristocrazia, democrazia – al fine di determinare quale possa garantire al meglio la pace e la libertà per i cittadini. La trattazione si interrompe a metà del capitolo dedicato alla democrazia.